# Châteauvilain
Châteauvilain är en kommun i departementet Isère i regionen Auvergne-Rhône-Alpes i sydöstra Frankrike. Kommunen ligger i kantonen Bourgoin-Jallieu-Sud som tillhör arrondissementet La Tour-du-Pin. År 2022 hade Châteauvilain 744 invånare.

## Befolkningsutveckling
Antalet invånare i kommunen Châteauvilain
Referens:INSEE